# Liga dos Campeões da UEFA de 2017–18 – Terceira pré-eliminatória
A Terceira pré-eliminatória da Liga dos Campeões da UEFA de 2017–18 foi disputada entre os dias 25 de julho e 2 de agosto de 2017. Um total de 30 equipes competiram nesta fase para decidir 15 das 20 vagas no Play-off.
Todas as partidas seguem o Horário de Verão da Europa Central (UTC+2).

## Terceira pré-eliminatória
O sorteio para esta fase foi realizado em 14 de julho de 2017. A terceira pré-eliminatória é dividida em duas seções distintas: Caminho dos Campeões (para Liga dos Campeões) e a Rota da Liga (para não campeões da liga). As equipes perdedoras em ambas as seções entrarão no play-off da Liga Europa da UEFA de 2017–18. As partidas de ida serão disputadas em 25 e 26 de julho e as partidas de volta em 1 e 2 de agosto de 2017.
| Equipe 1                 | Total                | Equipe 2                           | 1.º jogo             | 2.º jogo             |                      |
| Caminho dos Campeões     | Caminho dos Campeões | Caminho dos Campeões               | Caminho dos Campeões | Caminho dos Campeões | Caminho dos Campeões |
| ------------------------ | -------------------- | ---------------------------------- | -------------------- | -------------------- | -------------------- |
| Slavia Praha             | 2–2(gf)              | BATE Borisov                       | 1–0                  | 1–2                  |                      |
| Astana                   | 3–2                  | Légia Varsóvia                     | 3–1                  | 0–1                  |                      |
| Maribor                  | 2–0                  | FH                                 | 1–1                  | 1–0                  |                      |
| Vardar                   | 2–4[A]               | København                          | 1–0                  | 1–4                  |                      |
| Celtic                   | 1–0                  | Rosenborg                          | 0–0                  | 1–0                  |                      |
| Hapoel Be'er Sheva       | 3–3(gf)              | Ludogorets Razgrad                 | 2–0                  | 1–3                  |                      |
| Viitorul Constanța       | 1–4                  | APOEL                              | 1–0                  | 0–4 (pro)            |                      |
| Red Bull Salzburg        | 1–1(gf)              | Rijeka                             | 1–1                  | 0–0                  |                      |
| Qarabağ                  | 2–1                  | Sheriff Tiraspol                   | 0–0                  | 2–1                  |                      |
| Partizan                 | 3–5                  | Olympiacos                         | 1–3                  | 2–2                  |                      |
| Caminho dos não-Campeões |                      |                                    |                      |                      |                      |
| Steaua Bucareste         | 6–3                  | Viktoria Plzeň                     | 2–2                  | 4–1                  |                      |
| Nice                     | 3–3(gf)              | Ajax                               | 1–1                  | 2–2                  |                      |
| Dínamo de Kiev           | 3–3(gf)              | Young Boys                         | 3–1                  | 0–2                  |                      |
| AEK Atenas               | 0–3                  | CSKA Moscou                        | 0–2                  | 0–1                  |                      |
| Brugge                   | 3–5                  | Predefinição:Futebol İstanbul B.B. | 3–3                  | 0–2                  |                      |

Notas
- A. ^  Ordem das partidas revertidas após o sorteio.

### Jogo 1
| 25 de julho de 2017 | Slavia Praha    | 1 – 0     | BATE Borisov | Eden Arena, Praga                            |
| 19:00               | Škoda 20' (pen) | Relatório |              | Público: 18 147 Árbitro: GER Bastian Dankert |

| Slavia Praga | BATE Borisov |

| 2 de agosto de 2017 | BATE Borisov                 | 2 – 1     | Slavia Praha | Borisov Arena, Borisov                      |
| 19:00               | Signevich 5' · Stasevich 46' | Relatório | Škoda 44'    | Público: 12 436 Árbitro: NED Pol van Boekel |

| BATE Borisov | Slavia Praga |

2–2 no placar agregado. Slavia Praga venceu pela regra do gol fora de casa.

### Jogo 2
| 26 de julho de 2017 | Astana                                       | 3 – 1     | Légia Varsóvia | Astana Arena, Astana                      |
| 16:00               | Kabananga 36' · Mayewski 45' · Twumasi 90+4' | Relatório | Sadiku 79'     | Público: 21 000 Árbitro: HUN Tamás Bognar |

| Astana | Legia |

| 2 de agosto de 2017 | Légia Varsóvia | 1 – 0     | Astana | Estádio do Exército Polonês, Varsóvia     |
| 20:45               | Czerwiński 76' | Relatório |        | Público: 24 937 Árbitro: DEN Jakob Kehlet |

| Legia | Astana |

Astana venceu por 3–2 no placar agregado.

### Jogo 3
| 26 de julho de 2017 | Maribor     | 1 – 0     | FH | Stadion Ljudski vrt, Maribor                 |
| 20:20               | Tavares 54' | Relatório |    | Público: 2 544 Árbitro: LVA Andris Treimanis |

| Maribor | FH |

| 2 de agosto de 2017 | FH | 0 – 1     | Maribor       | Kaplakriki, Hafnarfjörður                  |
| 20:30               |    | Relatório | Tavares 90+2' | Público: 2 563 Árbitro: SVK Peter Kralović |

| FH | Maribor |

Maribor venceu por 2–0 no placar agregado.

### Jogo 4
| 25 de julho de 2017 | Vardar                 | 1 – 0     | København | Estádio Felipe II da Macedônia, Escópia |
| 20:00               | Jonathan Balotelli 65' | Relatório |           | Árbitro: GER Daniel Siebert             |

| Vardar | Copenhague |

| 2 de agosto de 2017 | København                                                              | 4 – 1     | Vardar      | Estádio Parken, Copenhague               |
| 20:00               | Greguš 2' · Barseghyan 26' (g.c.) · Santander 75' · Sotiriou 88' (pen) | Relatório | Nikolov 19' | Público: 15 224 Árbitro: SCO John Beaton |

| Copenhague | Vardar |

Copenhague venceu por 4–2 no placar agregado.

### Jogo 5
| 26 de julho de 2017 | Celtic | 0 – 0     | Rosenborg | Celtic Park, Glasgow                       |
| 20:45               |        | Relatório |           | Público: 49 172 Árbitro: POR Tiago Martins |

| Celtic | Rosenborg |

| 2 de agosto de 2017 | Rosenborg | 0 – 1     | Celtic      | Lerkendal Stadion, Trondheim                 |
| 20:45               |           | Relatório | Forrest 69' | Público: 20 974 Árbitro: BEL Jonathan Lardot |

| Rosenborg | Celtic |

Celtic venceu por 1–0 no placar agregado.

### Jogo 6
| 26 de julho de 2017 | Hapoel Be'er Sheva       | 2 – 0     | Ludogorets Razgrad | Estádio Turner, Bersebá                                 |
| 19:00               | Nwakaeme 19' · Ohana 79' | Relatório |                    | Público: 15 000 Árbitro: GRE Charalambos Kalogeropoulos |

| Hapoel BS | Ludogorets |

| 2 de agosto de 2017 | Ludogorets Razgrad                 | 3 – 1     | Hapoel Be'er Sheva | Ludogorets Arena, Razgrad                    |
| 20:30               | Wanderson 9', 33' · Marcelinho 56' | Relatório | Ghadir 61'         | Público: 5 398 Árbitro: NED Serdar Gözübüyük |

| Ludogorets | Hapoel BS |

3–3 no placar agregado. Hapoel Be'er Sheva venceu pela regra do gol fora de casa.

### Jogo 7
| 26 de julho de 2017 | Viitorul Constanța | 1 – 0     | APOEL | Stadionul Viitorul, Ovidiu               |
| 20:00               | Ganea 75'          | Relatório |       | Público: 4 500 Árbitro: ITA Paolo Valeri |

| Viitorul | APOEL |

| 2 de agosto de 2017 | APOEL                                                   | 4 – 0 (pro) | Viitorul Constanța | Estádio GSP, Nicósia                       |
| 19:00               | Carlão 54' · Merkis 93' · de Camargo 94' · Efrem 105+1' | Relatório   |                    | Público: 13 647 Árbitro: RUS Aleksei Eskov |

| APOEL | Viitorul |

APOEL venceu por 4–1 no placar agregado.

### Jogo 8
| 26 de julho de 2017 | Red Bull Salzburg  | 1 – 1     | Rijeka         | Red Bull Arena, Salzburgo                     |
| 18:45               | Hwang Hee-chan 49' | Relatório | Gavranović 30' | Público: 12 714 Árbitro: POL Daniel Stefanski |

| RB Salzburg | Rijeka |

| 2 de agosto de 2017 | Rijeka | 0 – 0     | Red Bull Salzburg | Stadion Rujevica, Rijeka                  |
| 20:45               |        | Relatório |                   | Público: 8 118 Árbitro: TUR Hüseyin Göçek |

| Rijeka | RB Salzburg |

1–1 no placar agregado. Rijeka venceu pela regra do gol fora de casa.

### Jogo 9
| 25 de julho de 2017 | Qarabağ | 0 – 0     | Sheriff Tiraspol | Estádio Tofiq Bahramov, Baku                   |
| 19:00               |         | Relatório |                  | Público: 20 000 Árbitro: BLR Sergei Tsinkevich |

| Qarabağ | Sheriff |

| 1 de agosto de 2017 | Sheriff Tiraspol      | 1 – 2     | Qarabağ                   | Estádio Sheriff, Tiraspol                    |
| 19:00               | Badibanga 90+4' (pen) | Relatório | Ndlovu 45+3' · Míchel 86' | Público: 8 404 Árbitro: ISR Roi Reinshreiber |

| Sheriff | Qarabağ |

Qarabağ venceu por 2–1 no placar agregado.

### Jogo 10
| 25 de julho de 2017 | Partizan    | 1 – 3     | Olympiacos                            | Estádio Partizan, Belgrado                |
| 20:45               | Tawamba 10' | Relatório | Ben Nabouhane 6', 56' · Emenike 90+1' | Público: 25 069 Árbitro: ITA Davide Massa |

| Partizan | Olympiakos |

| 2 de agosto de 2017 | Olympiacos                           | 2 – 2     | Partizan                  | Estádio Karaiskákis, Pireu                  |
| 20:45               | Carcela-González 22' · Fortounis 51' | Relatório | Soumah 33' · Đurđević 85' | Público: 23 854 Árbitro: ESP Javier Estrada |

| Olympiakos | Partizan |

Olympiakos venceu por 5–3 no placar agregado.

### Jogo 11
| 25 de julho de 2017 | Steaua Bucareste                  | 2 – 2     | Viktoria Plzeň           | Arena Națională, Bucareste                  |
| 19:30               | Budescu 37' · Filipe Teixeira 61' | Relatório | Krmenčík 23' · Kopic 53' | Público: 33 725 Árbitro: AZE Aliyar Aghayev |

| Steaua | Viktoria Plzen |

| 2 de agosto de 2017 | Viktoria Plzeň | 1 – 4     | Steaua Bucareste                                                 | Doosan Arena, Plzeň                              |
| 20:15               | Krmenčík 64'   | Relatório | Bălașa 27' · Filipe Teixeira 71' · Tănase 76' · Alibec 79' (pen) | Público: 10 802 Árbitro: ESP Alejandro Hernandez |

| Viktoria Plzen | Steaua |

Steaua București venceu por 6–3 no placar agregado.

### Jogo 12
| 26 de julho de 2017 | Nice          | 1 – 1     | Ajax            | Allianz Riviera, Nice                         |
| 20:45               | Balotelli 32' | Relatório | van de Beek 49' | Público: 31 342 Árbitro: ESP Carlos del Cerro |

| Nice | Ajax |

| 2 de agosto de 2017 | Ajax                          | 2 – 2     | Nice                    | Amsterdam Arena, Amsterdã                   |
| 20:45               | van de Beek 26' · Sánchez 57' | Relatório | Souquet 3' · Marcel 79' | Público: 51 845 Árbitro: ENG Andre Marriner |

| Ajax | Nice |

3–3 no placar agregado. Nice venceu pela regra do gol fora de casa.

### Jogo 13
| 26 de julho de 2017 | Dínamo de Kiev                               | 3 – 1     | Young Boys      | Estádio Olímpico, Kiev                      |
| 18:30               | Yarmolenko 15' · Mbokani 34' · Harmash 90+3' | Relatório | Fassnacht 90+1' | Público: 36 210 Árbitro: SWE Andreas Ekberg |

| Dínamo de K. | Young Boys |

| 2 de agosto de 2017 | Young Boys                     | 2 – 0     | Dínamo de Kiev | Stade de Suisse, Berna                 |
| 20:15               | Hoarau 13' (pen) · Lotomba 90' | Relatório |                | Público: 13 303 Árbitro: POL Pawel Gil |

| Young Boys | Dínamo de K. |

3–3 no placar agregado. Young Boys venceu pela regra do gol fora de casa.

### Jogo 14
| 25 de julho de 2017 | AEK Atenas | 0 – 2     | CSKA Moscou                    | Estádio Olímpico, Atenas |
| 19:30               |            | Relatório | Dzagoyev 45+1' · Wernbloom 56' | Árbitro: GER Marco Fritz |

| AEK | CSKA Moscou |

| 2 de agosto de 2017 | CSKA Moscou | 1 – 0     | AEK Atenas | VEB Arena, Moscou                          |
| 19:00               | Natkho 74'  | Relatório |            | Público: 12 000 Árbitro: FRA Benoît Millot |

| CSKA Moscou | AEK |

CSKA Moscou venceu por 3–0 no placar agregado.

### Jogo 15
| 26 de julho de 2017 | Brugge                       | 3 – 3     | Predefinição:Futebol İstanbul B.B. | Estádio Jan Breydel, Bruges                  |
| 21:00               | Dennis 6' · Denswil 16', 79' | Relatório | Mossoró 59', 74' · Elia 62'        | Público: 23 127 Árbitro: ITA Paolo Mazzoleni |

| Brugge | İstanbul |

| 2 de agosto de 2017 | Predefinição:Futebol İstanbul B.B. | 2 – 0     | Brugge | Estádio Başakşehir Fatih Terim, Istambul  |
| 19:45               | Adebayor 7' · Višća 34'            | Relatório |        | Público: 9 168 Árbitro: ROU István Kovács |

| İstanbul | Brugge |

İstanbul Başakşehir venceu por 5–3 no placar agregado.